# Рогованов, Виталий Анатольевич
Виталий Анатольевич Рогованов (20 июня 1965) — советский, киргизский и узбекский футболист, защитник и опорный полузащитник, тренер. Выступал за сборную Кыргызстана.

## Биография

### Клубная карьера
Воспитанник ошского «Алая», впервые включён в заявку клуба в 16-летнем возрасте, в 1981 году, а первый матч за клуб сыграл в сезоне 1983 года во второй лиге СССР. Всего во второй лиге советского футбола провёл более 200 матчей. Выступал за юношеские сборные Киргизской ССР, участник футбольного турнира Спартакиады народов СССР 1983 года.
После распада СССР провёл ещё два сезона в «Алае», в 1992 и 1993 годах становился бронзовым призёром чемпионата Кыргызстана, а в 1992 году — финалистом Кубка страны. В 1993 году, играя на позиции атакующего полузащитника, забил 22 гола и вошёл в топ-5 лучших бомбардиров чемпионата.
В конце карьеры выступал в высшей лиге Узбекистана за «Согдиану» и «Янгиер» и в одной из низших лиг за «Прогресс» (Зарафшан), также провёл один сезон в Кыргызстане за ошское «Динамо».

### Карьера в сборной
В национальной сборной Кыргызстана дебютировал 7 июня 1993 года на международном турнире в Тегеране в матче против Азербайджана. Всего в составе сборной в 1993—1994 годах сыграл 6 матчей — два на турнире в Тегеране и 4 — на Кубке Центральной Азии 1994 года в Ташкенте.

### Тренерская карьера
После окончания игровой карьеры работал детским тренером в ДЮСШ «Кызылкум» (Зарафшан), тренировал мини-футбольный клуб «Строитель» (Зарафшан). Позднее перебрался в Россию и работал в ДЮСШ «Легион» (Липецк), также тренировал любительский клуб «Авангард» (Чаплыгин).

## Личная жизнь
Сын Игорь (род. 1995) тоже стал футболистом, в 2013 году сыграл 3 матча в чемпионате Узбекистана за «Пахтакор», затем играл на любительском уровне в России.